# Santo Domingo de Guzmán (título cardenalicio)
El título cardenalicio de Santo Domingo de Guzmán es una diaconía instituida por el papa Benedicto XVI el 18 de febrero de 2012. El título reside en la Iglesia de Santo Domingo de Guzmán en Roma.

## Titulares
- Manuel Monteiro de Castro (18 de febrero de 2012)